# 道の駅夢さんさん谷汲
道の駅夢さんさん谷汲（みちのえき ゆめさんさんたにぐみ）は、岐阜県揖斐郡揖斐川町谷汲名礼にある滋賀県道・岐阜県道40号山東本巣線の道の駅である。

## 概要
1999年（平成11年）3月24日に当時の谷汲村が開駅。華厳寺と横蔵寺のほぼ中間に位置しており、谷汲緑地公園に隣接している。なお、かつては公園にキャンプ場を併設していたが、第39回全国育樹祭が開催された2014年（平成26年）より営業を休止している。
開駅時には、既存のそば・こんにゃく加工販売体験施設と特産品販売所に情報交流館を新設している。

## 施設
- 駐車場
  - 普通車：26台[3]
  - 大型車：1台[3]
  - 身障者用：2台[3]
- トイレ（いずれも24時間利用可能）
  - 男性：大 3器、小 5器
  - 女性：7器
  - 身障者用：2器
- 物産館（売店、9:00 - 16:30）[3]

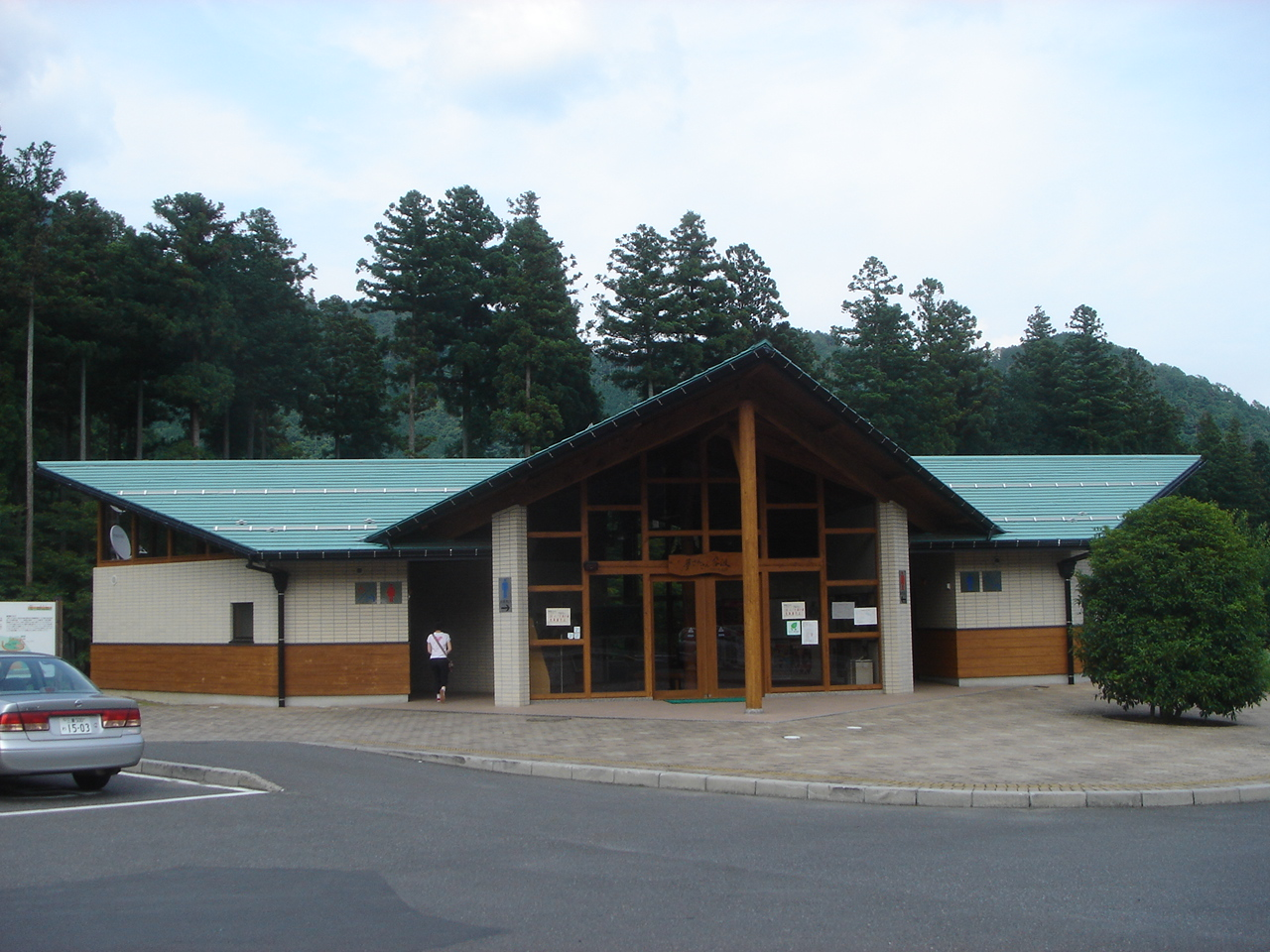
情報交流館兼トイレ

- レストラン「谷汲食堂」（11:00 - 15:00、12月から3月までの冬季は11:00 - 14:00）[3]
- 情報交流館（9:00 - 16:30）[3]
- 谷汲緑地公園（当駅に隣接）
  - 里山BBQ（予約制）

### 管理団体
- 設置者：揖斐川町
- 指定管理者：株式会社キサラエフアールカンパニーズ（隣接する谷汲緑地公園も管理者として運営）[5]

## 休館日
- 情報交流館：年中無休[3]
- 物産館・谷汲食堂：毎週火曜日[3]（コロナ禍に伴い毎週月曜日も休業[1]、2023年時点）

## アクセス
- 滋賀県道・岐阜県道40号山東本巣線 - 登録路線
- E1 名神高速道路 安八スマートICより約30分。
- C3 東海環状自動車道 大垣西ICより約30分。
- 東海旅客鉄道（JR東海）岐阜駅より約45分。
- 樽見鉄道樽見線 谷汲口駅より揖斐川町コミュニティバス（揖斐川町はなももバス・揖斐川町ふれあいバス）で「上名札北公民館」停留所下車、徒歩約10分[1]。

## 周辺
- 華厳寺[2]
- 横蔵寺[2]
- 谷汲昆虫館
- 根尾川谷汲温泉（日帰り入浴施設） - 当駅から約5kmの位置にある[3]。